# Mark Spiegel
Mark Maury Spiegel (geb. 1960) ist ein US-amerikanischer Wirtschaftswissenschaftler.

## Werdegang
Spiegel studierte Wirtschaftswissenschaften an der University of California, Berkeley. Nach dem Abschluss als Bachelor of Arts 1983 wechselte er an die University of California, Los Angeles. Dort graduierte er 1984 zunächst als Master of Arts, vier Jahre später schloss er an der Universität sein Ph.D.-Studium ab. Anschließend ging er als Assistant Professor an die New York University, wo er mit Jess Benhabib über Konjunkturzyklen und deren Dynamiken zusammenarbeitete. 1994 verließ er den akademischen Bereich und schloss sich der Forschungsabteilung der Federal Reserve Bank of San Francisco an. Hier stieg er bis zum stellvertretenden Leiter der Abteilung auf. Zwischen 2015 und 2017 war er als Lecturer an der University of Wisconsin–Madison lehrend tätig.
Der Schwerpunkt der wissenschaftlichen Arbeit Spiegels liegt im Bereich der Erforschung von Geldpolitik, Konjunkturzyklen und -entwicklung, sowie der Beschreibung der zugrundeliegenden Dynamiken. Hierbei arbeitete er insbesondere mit Benhabib und Andrew Rose zusammen. In verschiedenen Texten setzte er sich insbesondere mit den Krisen in Japan und der Finanzkrise ab 2007 auseinander.

## Werke
Die folgende Auflistung gibt von Spiegel veröffentlichte Bücher wieder, zudem hat er zahlreiche Zeitschriftenartikel und Arbeitspapiere verfasst.
- Asia and the Global Financial Crisis Herausgeber mit Reuven Glick, 2010
- Financial Crises in Emerging Markets Herausgeber mit Reuven Glick und Ramón Moreno, 2011